# La Nava
|  | Per a altres significats, vegeu «Nava». |

La Nava és un poble a la comarca de Sierra de Huelva (província de Huelva, Andalusia).
| 1996 | 1998 | 1999 | 2000 | 2001 | 2002 | 2003 | 2004 | 2005 | 2007 |
| ---- | ---- | ---- | ---- | ---- | ---- | ---- | ---- | ---- | ---- |
| 328  | 321  | 326  | 319  | 311  | 299  | 295  | 288  | 275  | 339  |